# Anna Geislerová
Anna Geislerová, ou encore Aňa, née le 17 avril 1976, est une actrice tchécoslovaque puis tchèque.

## Biographie
Elle commence à étudier à l'Académie tchèque des arts musicaux, mais n'a pas terminé son cursus pour se consacrer à sa carrière.
Elle a deux sœurs : Ester, qui est aussi actrice, et Lela. Elle est mariée depuis 2005. Elle a trois enfants : Bruno Fidelio (né en 2004), Stella (née en juillet 2007) et Max (né en 2013).
Son mari Zdeněk Janáček est réalisateur.
Une de ses meilleures amies est l'actrice Tatiana Vilhelmová, avec laquelle elle participe à des actions caritatives.
Vers 15 ans, elle est partie à Milan où elle a tenté de devenir mannequin. Après quelques mois d'errance, elle est rentrée en République tchèque.

## Filmographie
- Requiem pro panenku (1991) – Marika
- Přítelkyně z domu smutku (1992) – Líba
- La Caverne de la Rose d'Or (1992-1993) - la reine des elfes
- Jízda (1994) – Anna
- Výchova dívek v Čechách (1997) – Beáta (L'Éducation des jeunes filles en Bohême)
- Les clés du paradis (1998) clip de la chanson de Jane Birkin – la chauffeuse de taxi
- Návrat idiota (1999) – Anna (Le retour de l'idiot)
- Kuře melancholik (1999) – Matka
- Kytice (2000) – Dornička
- Výlet (2002) – la femme dans la voiture en panne (Cendres et cachotteries)
- Želary (2003) – Eliška / Hana
- Štěstí (2005) – Dagmar (Le bonheur)
- Kráska v nesnázích (2006) – Marcela
- Fair Play (2014) - Irena
- Až po uši (2014) - Sárka
- Opération Anthropoid (film) (2016) - Lenka Fafková

## Récompenses
- European Shooting Star – 2004
- Lion tchèque

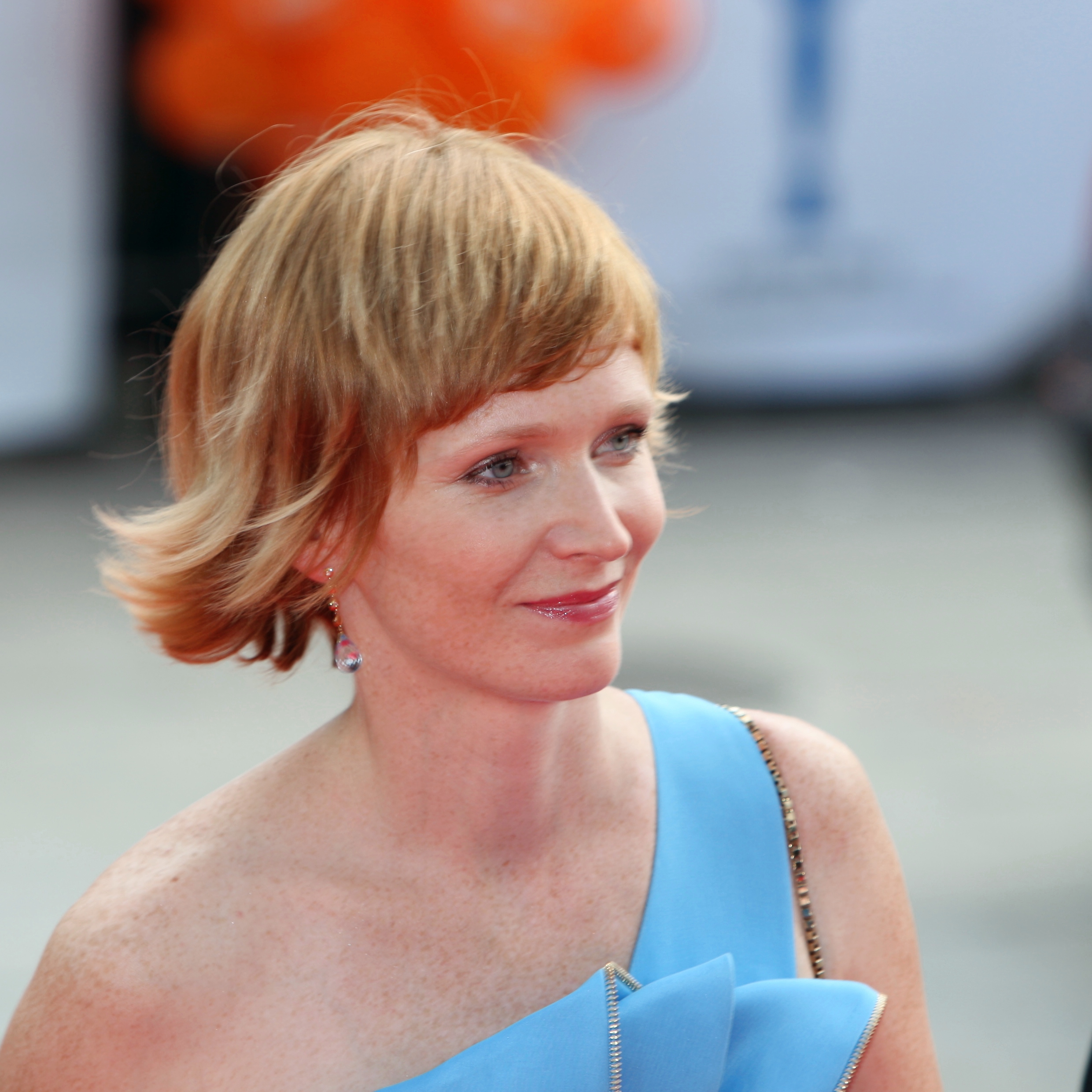
Anna Geislerová en 2009.

  - Meilleure interprétation féminine dans un rôle principal - 2004 - Želary
  - Meilleure interprétation féminine dans un rôle secondaire - 1999 - Návrat idiota  (Le Retour de l'Idiot)
  - Nomiation en tant que meilleure interprétation féminine dans un rôle principal – 1994 –Jízda 
  - Meilleure interprétation féminine dans un rôle secondaire– 2005 – Štěstí (Le bonheur)
  - Meilleure interprétation féminine dans un rôle principal– 2006 – Kráska v nesnázích (La Belle en difficultés)
- Festival du film à Bangkok
  - Prix de la meilleure actrice pour le rôle principal - 2004 - Želary
- Festival international du film de San Sebastián 2005
  - Coquille d'argent de la meilleure actrice - Štěstí (Le bonheur)